# Above all else!!
『above all else!!』（アボーブ・オール・エルス）は、MINIQLOのインディーズ・ミニアルバム。

## 解説
2010年12月12日に発売された。全曲とも作詞はAZUKI七、作曲は中村由利。

## 収録曲
1. まぼろし
2. スカイ・ブルー
3. Cried a little